# Северинув (Козеницький повіт)
Северинув (пол. Sewerynów) — село в Польщі, у гміні Ґловачув Козеницького повіту Мазовецького воєводства.
Населення — 134 особи (2011).
У 1975-1998 роках село належало до Радомського воєводства.

## Демографія
Демографічна структура станом на 31 березня 2011 року:
|          | Загалом | Допрацездатний вік | Працездатний вік | Постпрацездатний вік |
| -------- | ------- | ------------------ | ---------------- | -------------------- |
| Чоловіки | 69      | 18                 | 44               | 7                    |
| Жінки    | 65      | 15                 | 33               | 17                   |
| Разом    | 134     | 33                 | 77               | 24                   |